# Албрехт I фон Верденберг-Хайлигенберг
Албрехт I фон Верденберг-Хайлигенберг (на немски: Albrecht I von Werdenberg-Heiligenberg; † 1364 или 1365) от род Верденберги е граф на Верденберг и Хайлигенберг-Рейнег.

## Биография
Той е най-малкият син от единадесетте деца на граф Хуго II фон Верденберг-Хайлигенберг († 1305/1309) и съпругата му графиня Еуфемия фон Ортенбург († 1316), дъщеря на граф Фридрих I фон Ортенбург-Каринтия († 1304) и графиня Аделхайд фон Тирол-Гьорц († 1291). Внук е на граф Хуго I фон Верденберг-Хайлигенберг († 1280) и правнук на граф Рудолф I фон Монфор-Верденберг-Брегенц († 1243).
Баща му е тясно свързан с херцог и крал Албрехт I и дава това име на сина си. Албрехт I фон Верденберг-Хайлигенберг, както по-големия му брат и братовчедите му от Сарганс, служи на австрийските херцози и е на страната на крал Фридрих Красивия. След това той се разбира също добре с крал и император Лудвиг IV Баварски и с Карл IV. Лудвиг IV Баварски го прави имперски фогт на триторията около Боденското езеро, Ури, Швиц и Унтервалден. Крал Карл IV го номинира през 1348 г. на capitaneus et defensor episcopi Tridentini.
Албрехт участва често в походите на бохемския крал Ян Люксембургски против неверниците и се отличава с особена храброст. Той получава град Рейнег в кантон Санкт Галлен и става могъщ и единствен владетел на фамилната собственост.
През ноември 1355 г. се стига до първия голям конфликт с херцог Албрехт II от Австрия, понеже се съюзява с епископа на Констанц против херцога. Те се сдобряват отново през януари 1356 г.
През януари 1360 г. Албрехт води война с графовете фон Монфор-Фелдкирх за наследството на измрялата по мъжка линия на 29 март 1359 г. линия Монфор-Тостерс. Граф Рудолф III фон Фелдкирх и синовете му са под закрилата на херцог Рудолф IV от Австрия. Австрийската войска обаче не пристига. През юли 1361 г. синът му Албрехт II фон Верденберг-Хайлигенберг успява на Боденското езеро да залови граф Рудолф фон Монфор-Фелдкирх с най-големия му син Улрих. За да бъдат освободени, те се съгласяват да сключат мир, при който Верденбергите получават всичко загубено обратно, и успяват в исканията им за наследството на фон Тостерс.

## Фамилия
Албрехт I фон Верденберг-Хайлигенберг се жени между 1313 и 1320 г. за графиня Катарина фон Кибург († сл. 8 декември 1342), дъщеря на граф Хартман I фон Кибург († 1301) и графиня Елизабет фон Фрайбург († 1322). Те имат трима синове:
- Албрехт II фон Верденберг-Хайлигенберг Млади († между 22 юли 1371 и 6 януари 1373), женен I. за Мехтилд фон Монфор-Тетнанг († 5 юли 1344), II. между 3 юли 1343 и 5 юли 1344 г. за бургграфиня Агнес фон Нюрнберг († сл. 6 октомври 1363)
- Хартман фон Верденберг († сл. 1338)
- Рудолф фон Верденберг († сл. 1338)